# الکترانورگ تکنیکا

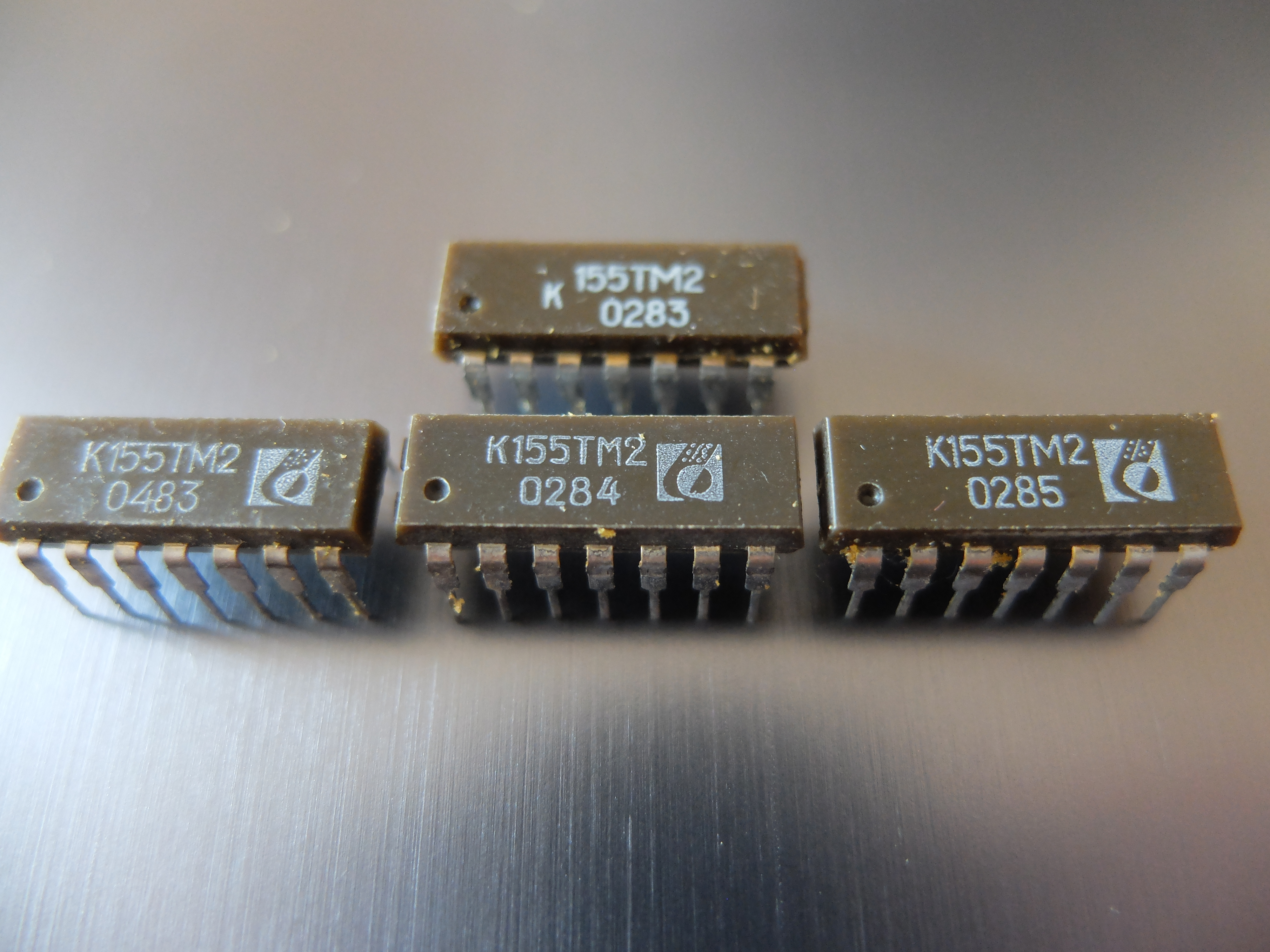
الکترانورگ تکنیکا

الکترانورگ تکنیکا (انگلیسی: Elektronorgtechnica) شرکت الکترونیک روس است، که در سال ۱۹۷۱ تأسیس شد.